# Kleinblittersdorf
Kleinblittersdorf är en kommun och ort i Regionalverband Saarbrücken i förbundslandet Saarland i Tyskland.
De tidigare kommunerna Auersmacher, Bliesransbach, Rilchingen-Hanweiler und Sitterswald uppgick i Kleinblittersdorf 1 januari 1974.